# Hans Feriz
Hans Feriz (Wenen, 23 augustus 1895 - Montreux, 31 augustus 1970) was een Oostenrijkse arts en amateurarcheoloog.
Feriz studeerde medicijnen in Wenen maar aangezien hij in Oostenrijk na de Eerste Wereldoorlog geen baan kon vinden, vestigde hij zich in Nederland. Aanvankelijk werkte hij als assistent en docent in de pathologische anatomie aan de Universiteit van Amsterdam, later had hij in Amsterdam een praktijk aan huis als chirurg. Hij verkeerde in literaire kringen. J. Slauerhoff was een studiegenoot en vriend van hem en die bracht hem in contact met andere schrijvers zoals Simon Vestdijk, Hendrik Marsman en E. du Perron.
Tijdens zijn lange universitaire vakanties werkte Feriz als scheepsarts en leerde zo grote delen van de wereld kennen. In 1947 - hij was toen 52 jaar - bracht hij voor het eerst een bezoek aan Peru. Dat zou zijn leven veranderen. Hij was al jaren geïnteresseerd in de oude culturen van Amerika, maar in Peru kon hij zijn eerste eigen archeologische opgravingen doen. Hij haalde beschilderd aardewerk van de ongeveer 1200 jaar oude Mochicacultuur tevoorschijn. Later vond hij in het zuiden van het land kruiken en weefselfragmenten uit andere historische stijlperioden. Feriz werd een autoriteit op het gebied van de Midden- en Zuid-Amerikaanse archeologie. Samen met anderen ontdekte hij in Panama een geheel nieuwe cultuur: Tabasará (ca. 300 v.C. - 300 n.C.).
Na elke wetenschappelijke reis gaf Feriz een groot deel van zijn schatten in bruikleen aan het Amsterdamse Tropenmuseum. In 1955 trad hij in dienst bij het Tropenmuseum als honorair wetenschappelijk medewerker voor de Amerikaanse archeologie. In die functie vertegenwoordigde hij het museum op tal van internationale congressen, onder andere het invloedrijke Amerikanisten-congres te Mexico-Stad in 1962.
In 1969 zette Feriz zijn bruiklenen aan het museum om in schenkingen. De collectie werd daardoor verrijkt met 1.400 objecten uit Mexico, Costa Rica, Panama, Ecuador, Colombia en Peru. Veel voorwerpen uit deze collectie zijn van een sublieme kwaliteit en staan dan ook regelmatig geëxposeerd.